# 洪範 (弘治進士)
洪範（1471年—1526年），字邦正，號北山（柏山），江西撫州府金谿縣人，民籍，明朝政治人物。

## 生平
弘治十一年戊午科江西鄉試第六十一名舉人。弘治十五年（1502年）中式壬戌科會試第二十九名，三甲第五十名進士。知嘉興縣事，承知府楊繼宗之後，廉靜寡欲，民間語云：洪令楊守，承前啓後。正德二年（1507年）六月擢授雲南道御史，九年正月復除河南道御史，提督北直畿内學政，十三年正月陞河南提學副使。著有《柏山文集》。

## 家族
曾祖洪世文；祖父洪惠；父洪濤，母周氏；繼母池氏。具庆下。弟洪猷。